# Hadrurus
|  | Dieser Artikel wurde aufgrund von formalen oder inhaltlichen Mängeln in der Qualitätssicherung Biologie zur Verbesserung eingetragen. Dies geschieht, um die Qualität der Biologie-Artikel auf ein akzeptables Niveau zu bringen. Bitte hilf mit, diesen Artikel zu verbessern! Artikel, die nicht signifikant verbessert werden, können gegebenenfalls gelöscht werden. Lies dazu auch die näheren Informationen in den Mindestanforderungen an Biologie-Artikel. |

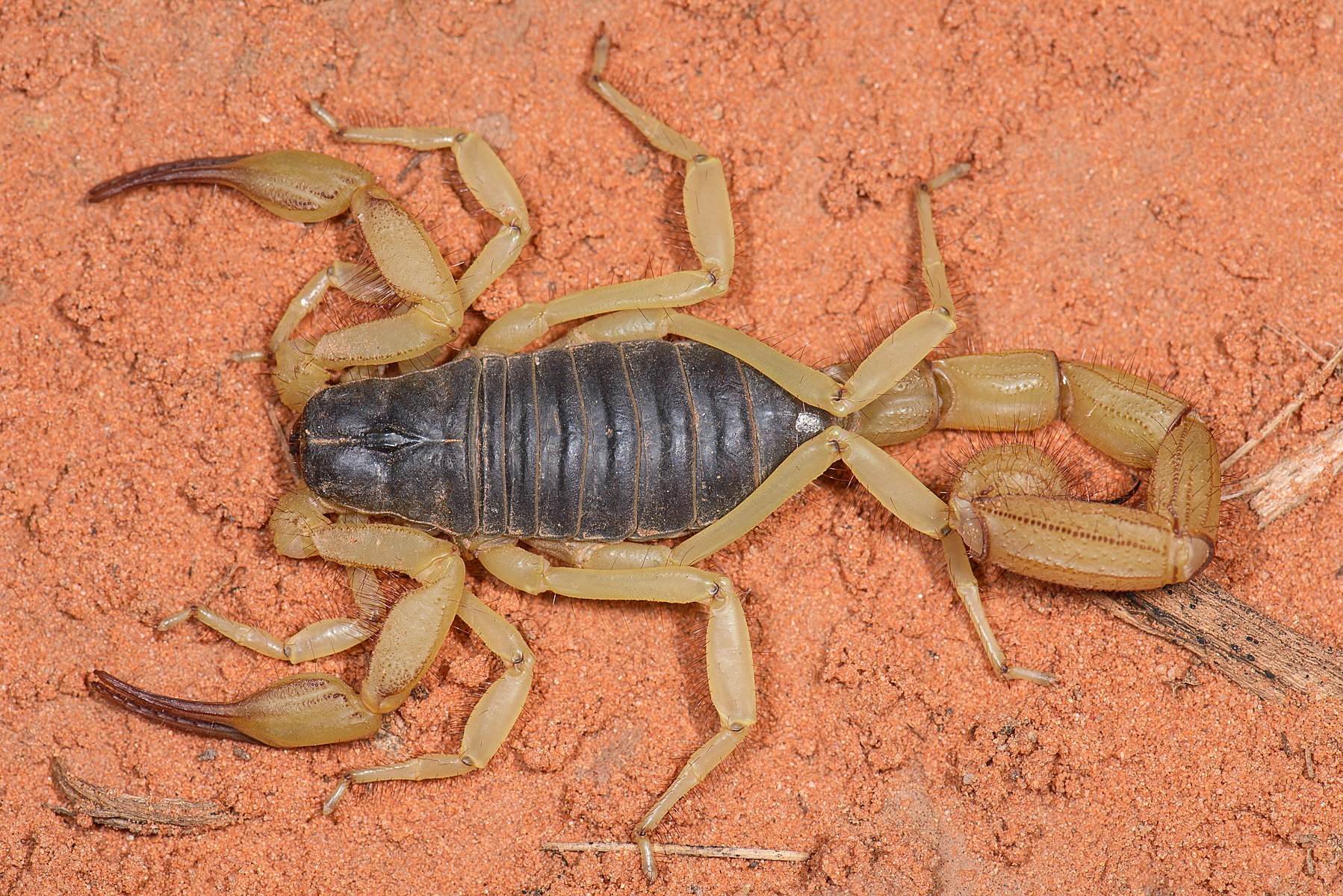
Hadrurus spadix

Hadrurus ist eine Gattung aus der Familie der Caraboctonidae. Sie kommen in Sandwüsten und anderen xerischen Lebensräumen im Nordwesten Mexikos und im Südwesten der Vereinigten Staaten vor.

## Merkmale
Die Arten dieser Gattung sind groß (bis zu einem Maximum von 15 cm), behaart und mit Körpern in Gelbtönen, mit Ausnahme von Hadrurus spadix. Sie hat ein dunkles, fast schwarzes Prosoma und Mesosoma. Die Palpen, Beine und Metasoma sind jedoch gelb gefärbt. Weder die Palpen noch das Metasoma sind in irgendeiner Weise verkleinert.
Die Arten dieser Gattung sind während der Nacht ziemlich aktiv auf der Suche nach Nahrung oder einem potenziellen Partner. Sie sind begeisterte Wühler und bevorzugen lockeren Boden wie getrockneten Sand, um Höhlen zu bauen. Wenn kein lockerer Boden zur Verfügung steht, können sie tagsüber unter Steinen und abgestorbenen Pflanzen wie Opuntien und Cylindropuntia Schutz suchen. Die Arten dieser Gattung tragen ihre Jungen, die vom Weibchen bewacht werden, bis sie ihre erste Häutung durchlaufen haben.

## Verbreitung und Lebensraum
Diese großen (bis zu 15 cm) und behaarten Skorpione kommen im Nordwesten Mexikos und im Südwesten der Vereinigten Staaten (Arizona, Utah, Nevada und Kalifornien) vor.
Diese Skorpione graben sich bis zu fast einem Meter tief in sandige Böden und Flussufer. Sie ernähren sich von Kakerlaken, Grillen und Spinnen, manchmal auch von harten Käfern oder kleinen Eidechsen.

## Systematik
Derzeit gibt es 7 Arten dieser Gattung, die anerkannt sind:
- Hadrurus anzaborrego Soleglad, Fet & Lowe, 2011
- Hadrurus arizonensis Ewing, 1928
- Hadrurus concolorous Stahnke, 1969
- Hadrurus hirsutus Holz, 1863
- Hadrurus obscurus Williams, 1970
- Hadrurus pinteri Stahnke, 1969
- Hadrurus spadix Stahnke, 1940

## Gift
Obwohl das Gift der Skorpionarten von Hadrurus nicht als gefährlich und besonders giftig angesehen wird, ist deren Stich ziemlich schmerzhaft. Ihr Gift ist nicht lebensbedrohlich, aber ein Stich erzeugt eine sehr schmerzhafte lokale Schwellung, die sich stark verfärben kann. Diese kann 5 bis 24 Stunden andauern. Ganz im Gegensatz zu anderen großen Skorpionarten, die sich mit ihren kräftigen Palpen vor Angreifern verteidigen, stechen die Arten von Hadrurus bevorzugt.